# Alexander Rybak
Alexander Igorevitj Rybak (ryska: Алекса́ндр И́горевич Рыба́к, Aleksandr Igorevitj Rybak; belarusiska: Алякса́ндр І́гаравіч Рыба́к, Aljaksandr Iharavitj Rybak), född 13 maj 1986 i Minsk i Vitryska SSR, Sovjetunionen, är en norsk-belarusisk sångare, kompositör, violinist, pianist och skådespelare. Han är verksam i Skandinavien och Östeuropa.

## Biografi

### Familj
Rybak flyttade med sina föräldrar till Norge när han var fyra år gammal och bor sedan dess i Nesodden utanför Oslo. Hans mor Natalja Valentinovna Rybak är en känd pianist och hans far Igor Aleksandrovitj Rybak är en känd violinist i både Norge och Belarus.

### Utbildning
Rybak var stipendiat vid den engelska sommarskolan "Meadowmount School of Music" 2003. Han genomgick sin gymnasieutbildning vid Rud Musi, Dans och Drama. Rybak avlade en kandidatexamen i fiolspelande vid Barrat Due Musikkinstitut 2012.

### Eurovision Song Contest 2009
Rybak vann Norsk Melodi Grand Prix 2009 med högsta poäng från alla nio distrikt, i en omröstning som slutade med juryns och tittarnas röster; 747 888 poäng. Låten "Fairytale" komponerades av Rybak själv och framfördes tillsammans med den moderna folkdansgruppen Frikar. Rybak representerade Norge i Eurovision Song Contest 2009 i Moskva, Ryssland. Bidraget framfördes i tävlingens andra semifinal, vilken han vann innan han även segrade i finalen. Bidraget vann med 387 poäng. Det blev rekord inom Eurovision Song Contests historia.
Året efter, 2010, deltog Rybak i öppningsnumret i Eurovision Song Contest i Oslo. Han delade även ut priset till 2010 års vinnare Lena Meyer-Landrut.
Alexander Rybak var Norges backstage-reporter för NRK under Eurovision Song Contest 2011.

### Efter Eurovision Song Contest 2009
Rybak släppte ett musikalbum, Fairytales, den 2 juni 2009. År 2010 kom hans andra album No Boundaries som bland annat innehåller singeln Oah.
Rybak åkte på turné tillsammans med den forna Eurovision Song Contest-vinnaren Elisabeth Andreassen, men det var bestämt långt före hans medverkan i Norsk Melodi Grand Prix och Eurovision Song Contest.
År 2011 deltog han i svenska Let's Dance. I program 10 fick han lämna programmet. Samma år samarbetade Rybak samarbetade med den svenske kompositören Mats Paulson. 
Den 19 juni 2012 uppträdde Alexander Rybak i konsertsalen Dzintaru i Jurmala, Lettland tillsammans med sin far Igor Rybak samt violinisten Michail Kazinik och dennes son Boris Kazinik i projektet "Fäder och barn". Projektet startades av Michail Kazinik med syfte att leda populärmusikfans in i den klassiska musiken. Rybak gav ut en ny singel i oktober 2012 som heter "Leave me Alone" där han ber ett av sina fans att lämna honom ifred. I december 2012 åkte han på julturné tillsammans med bland annat  Elisabeth Andreassen Han hav ut ett nytt album 2012 där han har samlat sina favoritjulsånger men också två av sina egna låtar, "Tell me when" och "Presents" som han sjunger tillsammans med sin vän Didrik Solli-Tangen.
År 2013 gav han ut singeln "5 to 7 years".

### Eurovision Song Contest 2018
Under våren 2018 vann han Norsk Melodi Grand Prix för andra gången, med låten "That's How You Write a Song". Rybak representerade sålunda Norge för andra gången, i Eurovision Song Contest 2018 i Lissabon. Bidraget vann sin semifinal och slutade på 15:e plats i finalen.

## Produktioner

### Diskografi

#### Album
| Albumtitel             | Fakta                                                             |
| ---------------------- | ----------------------------------------------------------------- |
| Fairytales             | - Utgivning: 29 maj 2009 - Skivbolag: EMI, Universal - Genre: Pop |
| Zimnyaya Skazka        | - Utgivning: 23 november 2009 - Skivbolag: Universal - Genre: Pop |
| No Boundaries          | - Utgivning: 14 juni 2010 - Skivbolag: Universal - Genre: Pop     |
| Visa vid Vindens Ängar | - Utgivning: 15 juni 2011 - Skivbolag: Universal - Genre: Pop     |
| Nebesa Evropy          | - Utgivning: 23 december 2011 - Skivbolag: Universal - Genre: Pop |
| Christmas Tales        | - Utgivning: 23 november 2012 - Skivbolag: Universal - Genre: Pop |

#### Singlar
| År   | Singel                               | Album                       |
| ---- | ------------------------------------ | --------------------------- |
| 2006 | "Foolin"                             | -                           |
| 2009 | "Fairytale"                          | Fairytales                  |
| 2009 | "Funny Little World"                 | Fairytales                  |
| 2009 | "Roll With the Wind"                 | Fairytales                  |
| 2009 | "Ya Neveryu v Chudesa"               | Chornaya Molniya Soundtrack |
| 2010 | "Europe Skies"                       | No Boundaries               |
| 2010 | "Oah"                                | No Boundaries               |
| 2010 | "Fela Igjen" (feat. Opptur)          | -                           |
| 2010 | "Skazka"                             | Zimnyaya Skazka             |
| 2011 | "Resan till dig"                     | Visa vid vindens ängar      |
| 2011 | "Nebesa Evropy"                      | Nebesa Evropy               |
| 2012 | "Strela Amura"                       | -                           |
| 2012 | "I’ll Show You" (feat. Paula Seling) | -                           |
| 2012 | "Leave Me Alone"                     | -                           |
| 2012 | "Dostala"                            | -                           |
| 2013 | "Presents"                           | Christmas Tales             |
| 2014 | "Into A Fantasy"                     |                             |
| 2014 | "What I Long For"                    |                             |
| 2015 | "Kotik"                              |                             |
| 2015 | "Blant Fjell"                        |                             |

### Videor

#### Film
| År   | Film                                 | Roll      | Noteringar                                       |
| ---- | ------------------------------------ | --------- | ------------------------------------------------ |
| 2009 | Fairytale – The Movie                | Sig själv | Dokumentär om Alexander Rybak efter segern i ESC |
| 2009 | Some Sunny Night - Live in Lillesand | Ketil Moe | Musikal                                          |
| 2010 | Yohan                                | Levi      | Film                                             |
| 2010 | How to Train Your Dragon             | Hikken    | Animerad film (norsk dubbning)                   |
| 2010 | Mumintrollet - Kometen Kommer        | Mumin     | Animerad film (norsk dubbning)                   |

#### Musikvideor
| År   | Titel                                                | Regissör/Produktion   |
| ---- | ---------------------------------------------------- | --------------------- |
| 2006 | "Foolin"                                             |                       |
| 2009 | "Fairytale"                                          | Video Workshop AS     |
| 2009 | "Roll With The Wind"                                 | Bård Røssevold        |
| 2009 | "Funny Little World"                                 | Ligistfilm            |
| 2009 | "Ya Ne Veryu v Chudesa"                              |                       |
| 2010 | "Fela Igjen (feat. Opptur)                           | Tommel Opp Film       |
| 2010 | "Oah"                                                | Lars Kristian Flemmen |
| 2010 | "Europe's Skies"                                     | Alexander Filatovich  |
| 2010 | "Небеса Европы (rysk version av Eourope's Skies)     | Alexander Filatovich  |
| 2011 | "Небасхіл Еўропы (vitrysk version av Europe's Skies) | Alexander Filatovich  |
| 2012 | "Стрела Амура (Strela Amura - rysk version av Oah)   | Alexander Filatovich  |
| 2012 | "Leave Me Alone"                                     | Alexander Filatovich  |
| 2012 | "Dostala (rysk version av Leave Me Alone)            | Alexander Filatovich  |
| 2013 | "5 to 7 Years"                                       | Joakim Kleven         |
| 2018 | "That's How You Write a Song                         | AlexanderRybakVideo   |

### Annan utgivning
- Alexander Rybak Songbook (2010)
- Alexander Rybak Songbook for Young Violinists (2011)

## Utmärkelser
- Vinnare av "Sparre Olsen-tävlingen för unga klassiska musiker" 2000 och 2001.
- Vinnare av "Anders Jahres kulturpris" 2004
- Vinnare av TV-talangtävlingen "Kjempesjansen" 2006.
- Vinnare av "Heddapriset" till "Årets nykomling i norsk teater" 2007, för huvudrollen i "Spelman på Taket" på Oslo Nye Teater.
- Vinnare av norska "Melodi Grand Prix" 2009, med tidernas högsta poängsumma.
- Vinnare av "Eurovision Song Contest" 2009, med tidernas ditintills högsta poängsumma.
- Vinnare av "Australian Radio Listeners Award" för europeiska musiker 2009.
- Vinnare av "Marcel Bezencon Press Award" under Eurovision 2009.
- Rysk Grammy för "Årets Nykomling" 2010.
- Norsk Grammy för "Årets Spellemann" 2010.
- Vinnare av "International Russian Name Award" i Moskva 2011.
- Vinnare av "Countryman of the Year" i Vitryssland 2013.